# 1988 en cyclisme
| Années du cyclisme : 1985 - 1986 - 1987 - 1988 - 1989 - 1990 - 1991    |
| Décennies du cyclisme : 1950 - 1960 - 1970 - 1980 - 1990 - 2000 - 2010 |

Les faits marquants de l'année 1988 en cyclisme

## Rendez-vous programmés

### Grands Tours
- Tour d'Italie 1988 :  Andrew Hampsten.
- Tour de France 1988 :  Pedro Delgado.
- Tour d'Espagne 1988 :  Sean Kelly.

### Classiques
- Grand Prix d'ouverture La Marseillaise  :  Ad Wijnands.
- Circuit Het Nieuwsblad :  Ronny Van Holen.
- Milan-San Remo 1988 : Laurent Fignon.
- Tour des Flandres 1988 :  Eddy Planckaert.
- Gand-Wevelgem  :  Sean Kelly.
- Paris-Roubaix 1988 :  Dirk Demol.
- Amstel Gold Race 1988 :  Jelle Nijdam.
- Flèche wallonne 1988 :  Rolf Gölz.
- Liège-Bastogne-Liège 1988 :  Adrie van der Poel.
- Bordeaux-Paris : Jean-Francois Rault.
- Championnat de Zurich  :  Steven Rooks.
- Paris-Bruxelles :  Rolf Gölz.
- Paris-Tours 1988 :  Peter Pieters.
- Tour de Lombardie 1988 :  Charly Mottet.

## Championnat du monde
- Championnat du monde sur route masculin :  Maurizio Fondriest.
- Championnats du monde de cyclisme sur piste
- Championnats du monde de cyclo-cross masculins :  Pascal Richard.

## Principaux champions nationaux sur route
- Allemagne : Hartmut Bölts
- Australie : Paul Miller (en)
- Belgique : Etienne De Wilde
- Danemark :  Søren Lilholt
- Espagne : Juan Fernández Martín
- États-Unis : Ron Kiefel
- France : Éric Caritoux
- Grande-Bretagne : Steve Joughin
- Italie : Pierino Gavazzi
- Luxembourg : Enzo Mezzapesa
- Norvège : Olaf Lurvik
- Pays-Bas : Peter Pieters
- URSS : Vladimir Goluschko
- Suisse : Hubert Seiz

## Principales naissances
- 1er janvier : Romain Sicard, cycliste français.
- 5 janvier : Azizulhasni Awang, cycliste malaisien.
- 11 janvier : Cameron Meyer, cycliste australien.
- 15 janvier : Darwin Atapuma, cycliste colombien.
- 20 janvier : Kaarle McCulloch, cycliste australienne.
- 28 janvier : Adriano Malori, cycliste italien.
- 30 janvier : Ramūnas Navardauskas, cycliste lituanien.
- 4 mars : Steven Burke, cycliste britannique.
- 22 mars : Jason Kenny, cycliste britannique.
- 7 avril : Kirsti Lay, cycliste canadienne.
- 8 avril : Vivien Brisse, cycliste français.
- 16 avril : Alexandre Geniez, cycliste français.
- 18 avril : Karol-Ann Canuel, cycliste canadienne.
- 4 mai : Westley Gough, cycliste néo-zélandais.
- 11 mai : Marcel Kittel, cycliste allemand.
- 24 mai : Tony Gallopin, cycliste français.
- 1er juin : Alexis Vuillermoz, cycliste français.
- 8 juillet : Jesse Sergent, cycliste néo-zélandais.
- 28 juillet : Sep Vanmarcke, cycliste belge.
- 30 juillet : Julián Arredondo, cycliste colombien.
- 11 août : Winner Anacona, cycliste colombien.
- 12 août : Tejay van Garderen, cycliste américain.
- 23 septembre : Shanaze Reade, cycliste britannique.
- 3 octobre : Alex Dowsett, cycliste britannique.
- 24 octobre : Emilia Fahlin, coureuse suédoise.
- 23 novembre : Andrew Talansky, cycliste américain.
- 26 novembre : Arthur Vichot, cycliste français.
- 5 décembre : Joanna Rowsell, cycliste britannique.
- 8 décembre : Simon van Velthooven, cycliste néo-zélandais.
- 18 décembre : Elizabeth Armitstead, cycliste britannique.

## Principaux décès
- 14 octobre : René Vietto, cycliste français (° 17 février 1914).